# 2021-es Formula–1 török nagydíj
A török nagydíj volt a 2021-es Formula–1 világbajnokság tizenhatodik futama, amelyet 2021. október 8. és október 10. között rendeztek meg az Istanbul Racing Circuit versenypályán, Isztambulban.

## Választható keverékek
| Abroncs              | Friss | Használt |
| -------------------- | ----- | -------- |
| Kemény keverék (C2)  |       |          |
| Közepes keverék (C3) |       |          |
| Lágy keverék (C4)    |       |          |
| Átmeneti esőgumi (I) |       |          |
| Teljes esőgumi (W)   |       |          |

## Szabadedzések

### Első szabadedzés
A török nagydíj első szabadedzését október 8-án, pénteken délelőtt tartották meg, magyar idő szerint 10:30-tól.
| helyezés | versenyző          | csapat/motor          | elért idő | különbség | futott kör |
| -------- | ------------------ | --------------------- | --------- | --------- | ---------- |
| 1        | Lewis Hamilton     | Mercedes              | 1:24,178  | –         | 26         |
| 2        | Max Verstappen     | Red Bull-Honda        | 1:24,603  | +0,425    | 24         |
| 3        | Charles Leclerc    | Ferrari               | 1:24,654  | +0,476    | 27         |
| 4        | Valtteri Bottas    | Mercedes              | 1:24,842  | +0,664    | 28         |
| 5        | Carlos Sainz Jr.   | Ferrari               | 1:24,860  | +0,682    | 25         |
| 6        | Esteban Ocon       | Alpine-Renault        | 1:24,909  | +0,731    | 30         |
| 7        | Lando Norris       | McLaren-Mercedes      | 1:25,347  | +1,169    | 26         |
| 8        | Pierre Gasly       | AlphaTauri-Honda      | 1:25,382  | +1,204    | 30         |
| 9        | Fernando Alonso    | Alpine-Renault        | 1:25,383  | +1,205    | 26         |
| 10       | Sergio Pérez       | Red Bull-Honda        | 1:25,459  | +1,281    | 24         |
| 11       | George Russell     | Williams-Mercedes     | 1:25,685  | +1,507    | 25         |
| 12       | Daniel Ricciardo   | McLaren-Mercedes      | 1:25,750  | +1,572    | 26         |
| 13       | Sebastian Vettel   | Aston Martin-Mercedes | 1:25,810  | +1,632    | 26         |
| 14       | Antonio Giovinazzi | Alfa Romeo-Ferrari    | 1:25,813  | +1,635    | 24         |
| 15       | Nicholas Latifi    | Williams-Mercedes     | 1:25,863  | +1,685    | 28         |
| 16       | Kimi Räikkönen     | Alfa Romeo-Ferrari    | 1:25,933  | +1,755    | 24         |
| 17       | Lance Stroll       | Aston Martin-Mercedes | 1:26,361  | +2,183    | 29         |
| 18       | Cunoda Júki        | AlphaTauri-Honda      | 1:26,424  | +2,246    | 28         |
| 19       | Mick Schumacher    | Haas-Ferrari          | 1:26,636  | +2,458    | 25         |
| 20       | Nyikita Mazepin    | Haas-Ferrari          | 1:27,019  | +2,841    | 28         |

### Második szabadedzés
A török nagydíj második szabadedzését október 8-án, pénteken délután tartották meg, magyar idő szerint 14:00-tól.
| helyezés | versenyző          | csapat/motor          | elért idő | különbség | futott kör |
| -------- | ------------------ | --------------------- | --------- | --------- | ---------- |
| 1        | Lewis Hamilton     | Mercedes              | 1:23,804  | –         | 30         |
| 2        | Charles Leclerc    | Ferrari               | 1:23,970  | +0,166    | 29         |
| 3        | Valtteri Bottas    | Mercedes              | 1:24,214  | +0,410    | 31         |
| 4        | Sergio Pérez       | Red Bull-Honda        | 1:24,373  | +0,569    | 28         |
| 5        | Max Verstappen     | Red Bull-Honda        | 1:24,439  | +0,635    | 27         |
| 6        | Lando Norris       | McLaren-Mercedes      | 1:24,525  | +0,721    | 24         |
| 7        | Fernando Alonso    | Alpine-Renault        | 1:24,660  | +0,856    | 21         |
| 8        | Esteban Ocon       | Alpine-Renault        | 1:24,672  | +0,868    | 26         |
| 9        | Pierre Gasly       | AlphaTauri-Honda      | 1:24,756  | +0,952    | 32         |
| 10       | Antonio Giovinazzi | Alfa Romeo-Ferrari    | 1:24,796  | +0,992    | 29         |
| 11       | Cunoda Júki        | AlphaTauri-Honda      | 1:24,882  | +1,078    | 30         |
| 12       | Carlos Sainz Jr.   | Ferrari               | 1:24,903  | +1,099    | 34         |
| 13       | Lance Stroll       | Aston Martin-Mercedes | 1:25,020  | +1,216    | 31         |
| 14       | Daniel Ricciardo   | McLaren-Mercedes      | 1:25,060  | +1,256    | 23         |
| 15       | Kimi Räikkönen     | Alfa Romeo-Ferrari    | 1:25,143  | +1,339    | 27         |
| 16       | Sebastian Vettel   | Aston Martin-Mercedes | 1:25,229  | +1,425    | 30         |
| 17       | Nicholas Latifi    | Williams-Mercedes     | 1:25,307  | +1,503    | 30         |
| 18       | George Russell     | Williams-Mercedes     | 1:25,358  | +1,554    | 29         |
| 19       | Mick Schumacher    | Haas-Ferrari          | 1:25,480  | +1,676    | 26         |
| 20       | Nyikita Mazepin    | Haas-Ferrari          | 1:25,698  | +1,894    | 25         |

### Harmadik szabadedzés
A török nagydíj harmadik szabadedzését október 9-én, szombaton délelőtt tartották meg, magyar idő szerint 11:00-tól.
| helyezés | versenyző          | csapat/motor          | elért idő  | különbség | futott kör |
| -------- | ------------------ | --------------------- | ---------- | --------- | ---------- |
| 1        | Pierre Gasly       | AlphaTauri-Honda      | 1:30,447   | –         | 19         |
| 2        | Max Verstappen     | Red Bull-Honda        | 1:30,611   | +0,164    | 11         |
| 3        | Sergio Pérez       | Red Bull-Honda        | 1:30,684   | +0,237    | 13         |
| 4        | Carlos Sainz Jr.   | Ferrari               | 1:31,262   | +0,815    | 22         |
| 5        | Charles Leclerc    | Ferrari               | 1:31,543   | +1,096    | 18         |
| 6        | Fernando Alonso    | Alpine-Renault        | 1:31,545   | +1,098    | 15         |
| 7        | Kimi Räikkönen     | Alfa Romeo-Ferrari    | 1:31,572   | +1,125    | 17         |
| 8        | Cunoda Júki        | AlphaTauri-Honda      | 1:31,981   | +1,534    | 21         |
| 9        | Valtteri Bottas    | Mercedes              | 1:31,996   | +1,549    | 8          |
| 10       | Esteban Ocon       | Alpine-Renault        | 1:32,089   | +1,642    | 17         |
| 11       | Antonio Giovinazzi | Alfa Romeo-Ferrari    | 1:32,097   | +1,650    | 21         |
| 12       | Sebastian Vettel   | Aston Martin-Mercedes | 1:32,111   | +1,664    | 14         |
| 13       | Mick Schumacher    | Haas-Ferrari          | 1:32,228   | +1,781    | 23         |
| 14       | Daniel Ricciardo   | McLaren-Mercedes      | 1:32,270   | +1,823    | 18         |
| 15       | Lando Norris       | McLaren-Mercedes      | 1:32,314   | +1,867    | 18         |
| 16       | Lance Stroll       | Aston Martin-Mercedes | 1:33,348   | +2,901    | 11         |
| 17       | Nyikita Mazepin    | Haas-Ferrari          | 1:33,425   | +2,978    | 14         |
| 18       | Lewis Hamilton     | Mercedes              | 1:33,636   | +3,189    | 5          |
| 19       | Nicholas Latifi    | Williams-Mercedes     | 1:35,681   | +5,234    | 8          |
| 20       | George Russell     | Williams-Mercedes     | idő nélkül |           | 2          |

## Időmérő edzés
A török nagydíj időmérő edzését október 9-én, szombaton délután futjották, magyar idő szerint 14:00-tól.
| helyezés              | rajtszám | versenyző          | csapat/motor          | 1. rész  | 2. rész    | 3. rész  | rajthely | futott kör |
| --------------------- | -------- | ------------------ | --------------------- | -------- | ---------- | -------- | -------- | ---------- |
| 1                     | 44       | Lewis Hamilton     | Mercedes              | 1:24,585 | 1:23,082   | 1:22,868 | 11[a]    | 28         |
| 2                     | 77       | Valtteri Bottas    | Mercedes              | 1:25,047 | 1:23,579   | 1:22,998 | 1        | 27         |
| 3                     | 33       | Max Verstappen     | Red Bull-Honda        | 1:24,592 | 1:23,732   | 1:23,196 | 2        | 25         |
| 4                     | 16       | Charles Leclerc    | Ferrari               | 1:24,869 | 1:24,015   | 1:23,265 | 3        | 30         |
| 5                     | 10       | Pierre Gasly       | AlphaTauri-Honda      | 1:24,704 | 1:23,817   | 1:23,326 | 4        | 24         |
| 6                     | 14       | Fernando Alonso    | Alpine-Renault        | 1:25,174 | 1:23,914   | 1:23,477 | 5        | 24         |
| 7                     | 11       | Sergio Pérez       | Red Bull-Honda        | 1:24,963 | 1:23,961   | 1:23,706 | 6        | 24         |
| 8                     | 4        | Lando Norris       | McLaren-Mercedes      | 1:25,138 | 1:24,642   | 1:23,954 | 7        | 25         |
| 9                     | 18       | Lance Stroll       | Aston Martin-Mercedes | 1:25,511 | 1:24,601   | 1:24,305 | 8        | 23         |
| 10                    | 22       | Cunoda Júki        | AlphaTauri-Honda      | 1:25,409 | 1:24,054   | 1:24,368 | 9        | 24         |
| 11                    | 5        | Sebastian Vettel   | Aston Martin-Mercedes | 1:25,787 | 1:24,795   |          | 10       | 19         |
| 12                    | 31       | Esteban Ocon       | Alpine-Renault        | 1:25,422 | 1:24,842   |          | 12       | 18         |
| 13                    | 63       | George Russell     | Williams-Mercedes     | 1:25,417 | 1:25,007   |          | 13       | 20         |
| 14                    | 47       | Mick Schumacher    | Haas-Ferrari          | 1:25,555 | 1:25,200   |          | 14       | 19         |
| 15                    | 55       | Carlos Sainz Jr.   | Ferrari               | 1:25,177 | idő nélkül |          | 19[b]    | 13         |
| 16                    | 3        | Daniel Ricciardo   | McLaren-Mercedes      | 1:25,881 |            |          | 20[c]    | 10         |
| 17                    | 6        | Nicholas Latifi    | Williams-Mercedes     | 1:26,086 |            |          | 15       | 10         |
| 18                    | 99       | Antonio Giovinazzi | Alfa Romeo-Ferrari    | 1:26,430 |            |          | 16       | 11         |
| 19                    | 7        | Kimi Räikkönen     | Alfa Romeo-Ferrari    | 1:27,525 |            |          | 17       | 11         |
| 20                    | 9        | Nyikita Mazepin    | Haas-Ferrari          | 1:28,449 |            |          | 18       | 10         |
| 107%-os idő: 1:30,505 |          |                    |                       |          |            |          |          |            |

Megjegyzések:
- ↑ a:  Eredetileg Lewis Hamilton nyerte meg az időmérő edzést, azonban a brit autójába új belső égéső motort szereltek be, ezért 10 rajthelyes büntetést kapott. Az első rajtkockát Valtteri Bottas örökölte meg.[3]
- ↑ b:  Carlos Sainz Jr. autójában motort cseréltek, ezért a versenyt a mezőny végéről kellett megkezdje.[4]
- ↑ c:  Daniel Ricciardo autójában motort cseréltek, ezért a versenyt a mezőny végéről kellett megkezdje.[5]

## Futam
A török nagydíj futama október 10-én, vasárnap rajtolt, magyar idő szerint 14:00-kor. A verseny végig esős körülmények között zajlott.
| helyezés | rajtszám | versenyző          | csapat/motor          | futott kör | idő/kiesés oka | rajthely | pont  |
| -------- | -------- | ------------------ | --------------------- | ---------- | -------------- | -------- | ----- |
| 1        | 77       | Valtteri Bottas    | Mercedes              | 58         | 1:31:04,103    | 1        | 26[d] |
| 2        | 33       | Max Verstappen     | Red Bull-Honda        | 58         | +14,584        | 2        | 18    |
| 3        | 11       | Sergio Pérez       | Red Bull-Honda        | 58         | +33,471        | 6        | 15    |
| 4        | 16       | Charles Leclerc    | Ferrari               | 58         | +37,814        | 3        | 12    |
| 5        | 44       | Lewis Hamilton     | Mercedes              | 58         | +41,812        | 11       | 10    |
| 6        | 10       | Pierre Gasly       | AlphaTauri-Honda      | 58         | +44,292        | 4        | 8     |
| 7        | 4        | Lando Norris       | McLaren-Mercedes      | 58         | +47,213        | 7        | 6     |
| 8        | 55       | Carlos Sainz Jr.   | Ferrari               | 58         | +51,526        | 19       | 4     |
| 9        | 18       | Lance Stroll       | Aston Martin-Mercedes | 58         | +1:22,018      | 8        | 2     |
| 10       | 31       | Esteban Ocon       | Alpine-Renault        | 57         | +1 kör         | 12       | 1     |
| 11       | 99       | Antonio Giovinazzi | Alfa Romeo-Ferrari    | 57         | +1 kör         | 16       |       |
| 12       | 7        | Kimi Räikkönen     | Alfa Romeo-Ferrari    | 57         | +1 kör         | 17       |       |
| 13       | 3        | Daniel Ricciardo   | McLaren-Mercedes      | 57         | +1 kör         | 20       |       |
| 14       | 22       | Cunoda Júki        | AlphaTauri-Honda      | 57         | +1 kör         | 9        |       |
| 15       | 63       | George Russell     | Williams-Mercedes     | 57         | +1 kör         | 13       |       |
| 16       | 14       | Fernando Alonso    | Alpine-Renault        | 57         | +1 kör         | 5        |       |
| 17       | 6        | Nicholas Latifi    | Williams-Mercedes     | 57         | +1 kör         | 15       |       |
| 18       | 5        | Sebastian Vettel   | Aston Martin-Mercedes | 57         | +1 kör         | 10       |       |
| 19       | 47       | Mick Schumacher    | Haas-Ferrari          | 56         | +2 kör         | 14       |       |
| 20       | 9        | Nyikita Mazepin    | Haas-Ferrari          | 56         | +2 kör         | 18       |       |

Megjegyzés:
- ↑ d:  Valtteri Bottas a helyezéséért járó pontok mellett a versenyben futott leggyorsabb körért további 1 pontot szerzett.

## A világbajnokság állása a verseny után
| H   | Versenyzők       | Pont  | H   | Konstruktőrök         | Pont  |
| --- | ---------------- | ----- | --- | --------------------- | ----- |
| 1.  | Max Verstappen   | 262,5 | 1.  | Mercedes              | 433,5 |
| 2.  | Lewis Hamilton   | 256,5 | 2.  | Red Bull-Honda        | 397,5 |
| 3.  | Valtteri Bottas  | 177   | 3.  | McLaren-Mercedes      | 240   |
| 4.  | Lando Norris     | 145   | 4.  | Ferrari               | 232,5 |
| 5.  | Sergio Pérez     | 135   | 5.  | Alpine-Renault        | 104   |
| 6.  | Carlos Sainz Jr. | 116,5 | 6.  | AlphaTauri-Honda      | 92    |
| 7.  | Charles Leclerc  | 116   | 7.  | Aston Martin-Mercedes | 61    |
| 8.  | Daniel Ricciardo | 95    | 8.  | Williams-Mercedes     | 23    |
| 9.  | Pierre Gasly     | 74    | 9.  | Alfa Romeo-Ferrari    | 7     |
| 10. | Fernando Alonso  | 58    | 10. | Haas-Ferrari          | 0     |

(A teljes táblázat)

## Statisztikák
- Vezető helyen:
  - Valtteri Bottas: 49 kör (1–37 és 47–58)
  - Charles Leclerc: 9 kör (38–46)
- Valtteri Bottas 18. pole-pozíciója, 18. versenyben futott leggyorsabb köre és 10. győzelme.
- Valtteri Bottas 66., Max Verstappen 54., és Sergio Pérez 13. dobogós helyezése.